# Vorkutlag
A Vorkutlag (oroszul: Воркутлаг) a szovjet Gulag egyik legnagyobb kényszermunkatábora volt. Teljes nevén: Воркутинский исправительно-трудовой лагерь - Vorkuta Javító Munkatábor. Komiföldön, a Pecsora folyó medencéjében helyezkedett el, Moszkvától 1900 kilométernyire északkeletre, az északi sarkkörtől 160 kilométernyire északra.
1931 és 1957 között kétmillió fogoly fordult itt meg a Szovjetunióból és 21 másik országból. Helyi történészek szerint 200 000 politikai foglyot temettek el a fagyott talajban jelölt vagy jelöletlen sírokba.

## Története
A Vorkuta munkatábor-rendszert 1931-ben alapították a Szovjetunió második legnagyobb szénlelőhelyének, a Pecsora szén-medence erőforrásainak kiaknázására. Vorkuta város a tábor kiszolgálása céljából jött létre. A Vorkuta Gulag-rendszer a szovjet büntetés-végrehajtás részeként a legnagyobb kiterjedése során mintegy 132 kisebb táborból állt.
1939-től lengyel foglyokat tartottak itt, amíg a Szovjetunió csatlakozott a szövetségesekhez, miután Németország megtámadta. A táborban ezután a keleti fronton elfogott német hadifoglyokat őriztek, majd a szovjet érában ellenzékinek vagy az állam ellenségének tartott civileket a Szovjetunióból és a szovjetek által megszállt országokból.
A szénbányászatra kényszerített vorkutai fogvatartottak 1953 júliusában sztrájkba léptek (vorkutai felkelés). A körülbelül két hétig tartó nagyrészt passzív sztrájk augusztus 1-én ért véget, amikor Gyerevjanko táborparancsnok tűzparancsára az őrök a sztrájkolók közé lőttek, legalább 53 munkás halálát okozva.
Ugyan a tábort 1962-ben bezárták, nagy számú korábbi fogoly szovjet állampolgár él Vorkután, akik eredetileg az állam ellenségeinek minősültek, majd a rossz gazdasági helyzetük miatt maradtak itt.
A Szovjetunió totalitárius időszakának jogsértéseit vizsgáló és publikáló orosz emberi jogi szervezet, a Memorial Társaság becslése szerint a Vorkután és környékén élő 40 000 nyugdíjas közül 32 000-en Gulag-foglyok voltak vagy azok leszármazottai.

## Híres fogvatartottak
- Anton Kaindl, a sachsenhauseni koncentrációs tábor parancsnoka (Vorkután halt meg 1948-ban)
- Jaan Kross (1920–2007), észt író
- Jevgenyij Uhnaljov, orosz művész
- Revolt Pimenov, orosz matematikus, történész
- John H. Noble (1923–2007), amerikai író
- Erica Wallach, Noel Field, amerikai származású kommunista nevelt lánya
- Sztepan Klocsurak, ruszin politikus
- Jānis Mendriks, lett katolikus pap, aki az 1953-as vorkutai sztrájk során vesztette el életét
- Andreas Schmidt, a romániai németek nemzetiszocialista irányultságú érdekszervezetének, a Német Népközösségnek vezetője a háború alatt. Itt hunyt el 1948-ban.

### Magyarok
- Karig Sára, magyar műfordító, politikai fogoly
- Ortutay Elemér, görögkatolikus teológiai tanár
- Szamuely Tibor, politológus, történész, egyetemi tanár, Szamuely Tibor politikus, népbiztos unokaöccse

## Fordítás
- Ez a szócikk részben vagy egészben  a   Vorkutlag című angol Wikipédia-szócikk ezen változatának fordításán alapul.  Az eredeti cikk szerkesztőit annak laptörténete sorolja fel. Ez a jelzés csupán a megfogalmazás eredetét és a szerzői jogokat jelzi, nem szolgál a cikkben szereplő információk forrásmegjelöléseként.